# 泉蔵院 (愛知県南知多町)

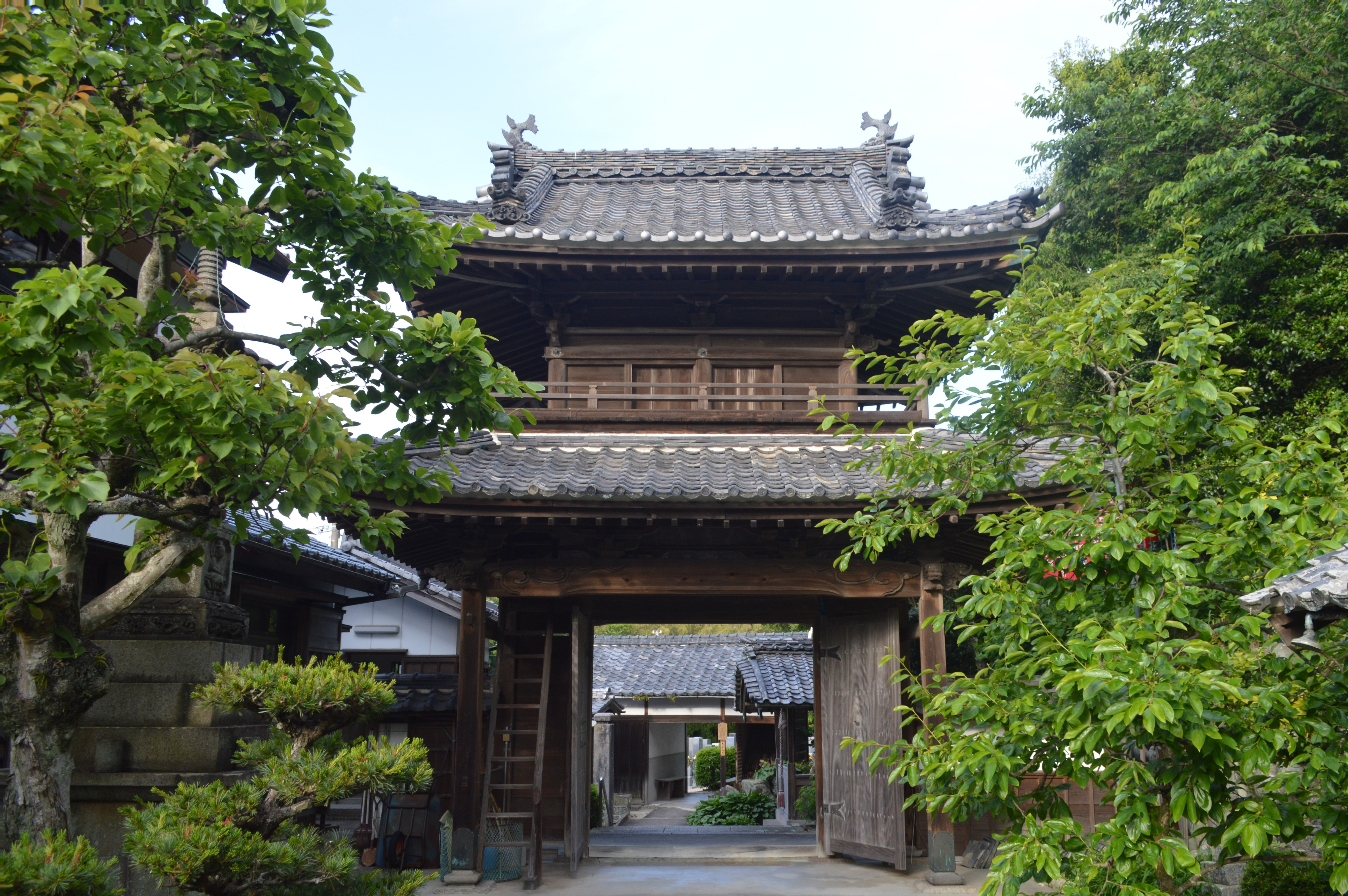
山門

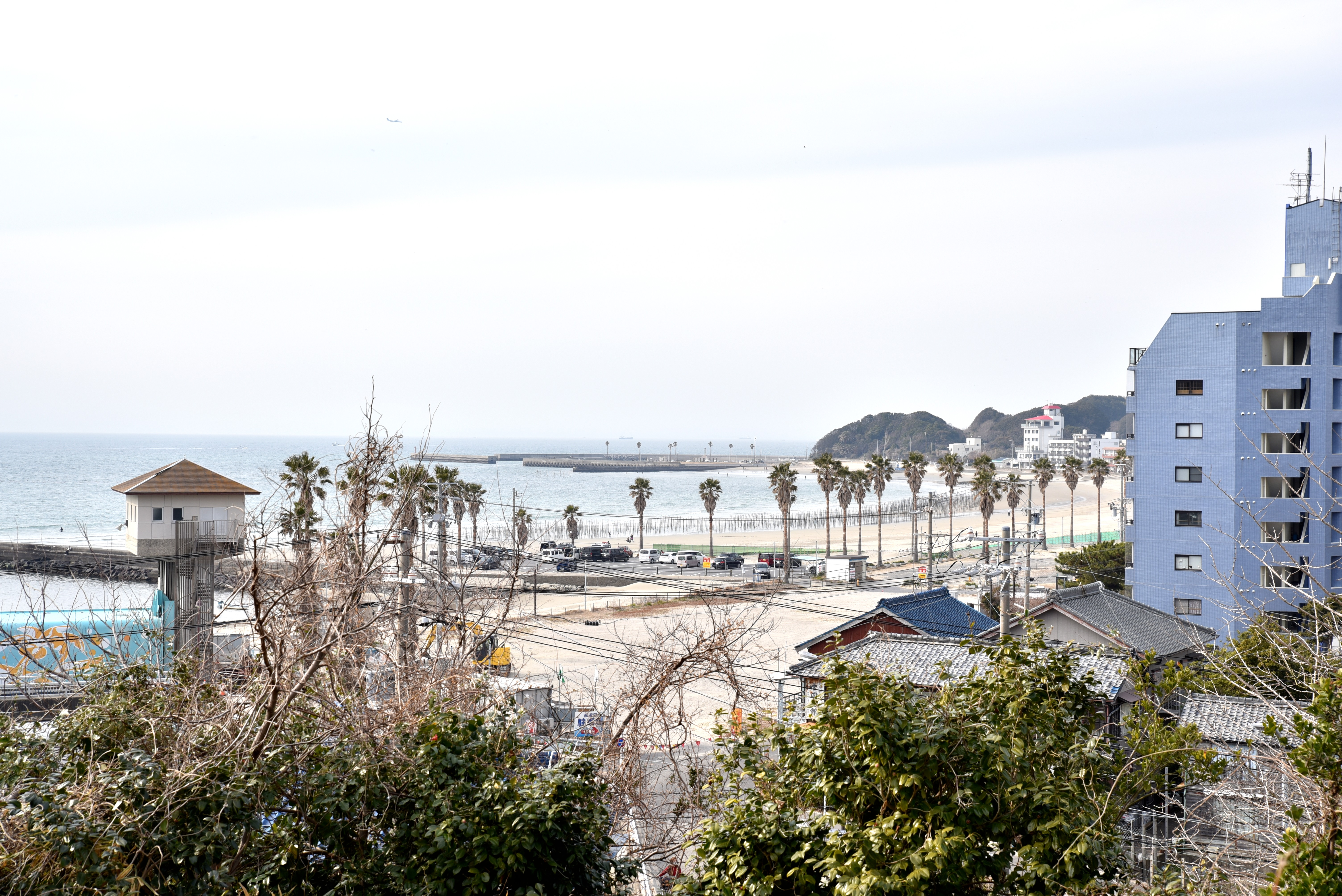
一色城址から千鳥ヶ浜方面を望む

泉蔵院（せんぞういん）は、愛知県知多郡南知多町内海南側69番地にある真言宗豊山派の寺院。
山号は尾風山。本尊は阿弥陀如来・薬師如来。知多四国霊場第45番札所。だるま大師（だるま弘法）という愛称を持ち、参道脇の石塔や本堂には様々なだるまが置かれている。

## 由緒
創建年は不詳。内海城主一色氏によって築かれた一色城址にある。室町時代初期には一色氏によって、井際山観福寺の一坊であった泉蔵坊が城内に移築された。
現在の本堂は延宝4年（1676年）に再建されたものである。

## 文化財

### 県指定有形文化財
- 「算額」 - 宝暦4年（1754年）に内海中之郷村の榎本犀助章によって奉納された算額。愛知県では南知多町豊浜の光明寺に次いで2番目に古い算額である[4]。1978年（昭和53年）10月16日に愛知県指定文化財（有形民俗）に指定された[4]。

## 現地情報
所在地
愛知県知多郡南知多町大字内海字南側69番地
アクセス
名鉄知多新線内海駅から徒歩